# Cá cháy nam
Cá cháy nam (danh pháp hai phần: Tenualosa thibaudeaui), tiếng Anh là "Laotian shad" (cá cháy Lào), là một loài cá thuộc chi Cá cháy, họ Cá trích. Loài cá này phân bố ở Campuchia, Lào, Thái Lan và Việt Nam.
Cá cháy nam có thân hình thon dài, con trưởng thành có kích thước từ 18 cm đến 25 cm, có thể khai thác quanh năm.